# Cantón de Montmartin-sur-Mer
El cantón de Montmartin-sur-Mer era una división administrativa francesa, que estaba situada en el departamento de Mancha y la región de Baja Normandía.

## Composición
El cantón estaba formado por doce comunas:
- Annoville
- Contrières
- Hauteville-sur-Mer
- Hérenguerville
- Hyenville
- Lingreville
- Montchaton
- Montmartin-sur-Mer
- Orval
- Quettreville-sur-Sienne
- Regnéville-sur-Mer
- Trelly

## Supresión del cantón de Montmartin-sur-Mer
En aplicación del Decreto nº 2014-246 de 25 de febrero de 2014, el cantón de Montmartin-sur-Mer fue suprimido el 22 de marzo de 2015 y sus 12 comunas pasaron a formar parte; nueve del nuevo cantón de Quettreville-sur-Sienne y tres del nuevo cantón de Coutances.